# Peabody Energy
Peabody Energy, Inc., tidigare Peabody, Daniels & Company och Peabody Coal Company, är ett amerikanskt gruvföretag som bryter och säljer kol. De bryter kol i sju gruvor i Australien och tio gruvor i USA. För 2022 hade företaget en kapacitet att bryta, bearbeta och ta hand om omkring 123,2 miljoner ton kol. Peabody är världens största icke-statliga kolproducent.

## Historik
Företaget grundades 1883 som Peabody, Daniels & Company i Chicago, Illinois av Francis S. Peabody och en affärspartner med efternamnet Daniels. Det sålde och levererade kol från gruvor och till privatpersoner och småföretag inom Chicagoområdet. I slutet av 1880-talet köpte Francis S. Peabody ut Daniels från företaget och 1890 fick företaget namnet Peabody Coal Company. Fem år senare började Peabody själva bryta kol. År 1929 blev Peabody ett publikt aktiebolag medan 20 år senare blev det börsnoterat på New York Stock Exchange (NYSE). På 1950-talet fick Peabody rejäl konkurrens från gruvföretag, som höll på med dagbrott, eftersom det var lättare att få fram kolet än att bryta i underjordiska gruvor som Peabody gjorde. Det resulterade i stora förluster och 1955 fusionerades Peabody med Sinclair Coal Company, som var då USA:s tredje största kolproducent. På mitten av 1960-talet genomförde Peabody en internationell expandering när de öppnade en gruva i Australien. År 1968 förvärvade Kennecott Copper Corporation Peabody men det stötte dock på patrull från den federala myndigheten Federal Trade Commission (FTC). Efter år i rättssalen mellan Kennecott och FTC, beordrade FTC 1976 att Kennecott skulle avbryta förvärvet omgående. Samma år grundade Peabody ett förvaltningsbolag med namnet Peabody Holding Company och som köpte Peabody Coal Company för 1,1 miljarder amerikanska dollar. År 1990 förvärvades Peabody av brittiska Hanson plc, ägarskapet varade dock bara i sju år innan Hanson knoppade av Peabody och elproducenten Eastern Group för att vara Energy Group plc. Energy Group blev börsnoterat både på London Stock Exchange (LSE) och NYSE. Bara månader efter börsnoteringarna förvärvade elproducenten Texas Utilities Energy Group för 7,4 miljarder dollar men sålde snabbt av Peabody till Lehman Merchant Banking Partners (LMBP) för 2,3 miljarder dollar. I april 2001 bytte företaget namn till Peabody Energy Corporation medan i maj blev Peabody börsnoterat samtidigt som LMBP behöll en aktieinnehav på 59%. I april 2002 sålde LMBP av aktier till ett värde på mer än 257 miljoner dollar, vilket gjorde att deras aktieinnehav minskade till 32%. År 2009 gick LMBP:s moderbolag Lehman Brothers i konkurs och LMBP blev då Trilantic Capital Partners. Trilantic övertog då aktieinnehavet i Peabody. I april 2016 ansökte Peabody om konkursskydd medan året efter undkom företaget eventuell konkurs efter lyckad företagsrekonstruktion. Peabodys aktier började handlas åter på NYSE.